# Narses de Taoklardjètia
Narses de Taoklardjètia (mort l'any 888) fou un príncep de Samtskhé, de Txavxètia i d'Artani de la dinastia dels bagràtides.
Narses fou el fill i successor de Guaram V Mamphali, príncep de Javakètia i de Samtskhé, i era net per tant d'Asoci I d'Ibèria. Sostingut per l'emperador romà d'Orient Basili I el Macedoni i pels abkhazis, es va revoltar contra el seu cosí germà el curopalata i príncep-primat d'Ibèria David I, sostingut pels armenis, i, el 881, el va fer matar a traïció i es va proclamar al seu lloc.
Narses I va ser atacat al seu torn per una coalició de la noblesa que comptava amb el suport del gran rei armeni Asoci I d'Armènia que va sostenir al partit lleialista georgià del príncep Liparit Orbelian, que va aconseguir en l'afer el domini de Trialètia, però que abraçava igualment els emirs àrabs locals. Adarnases IV d'Ibèria, fill de David I, fou establert al tron i Narses va haver de fugira a territori romà d'Orient. Gurguèn d'Ibèria, príncep de l'Alt Tao i Artanudji, ex aliat de Narses, amb el suport de l'emperador romà d'Orient i fent aliança amb la noblesa lleialista, fou reconegut com a príncep primat per l'Imperi Romà d'Orient i doncs també per la noblesa.
El 887, el rei Bagrat I d'Abkhàzia que havia anat a reclamar auxili a Constantinoble, torna amb una flota i un exèrcit amb el qual pretén restaurar a Narses sobre el tron. Completa la seva coalició amb el príncep Baqathar d'Ossètia. Adarnases IV de Ibèria apel·la una nova vegada als armenis i als seus parents del llinatge d'Artanudji (amb Gurguèn d'Ibèria) als que demana ajuda. Afronta l'any següent el seu rival i l'exèrcit abkhazi en una gran batalla. Els abkhazis i els seus aliats foren derrotats a la riba de l'alt Kura i obligats a retirar-se. Narses, fou capturat i mort prop de la població d'Aspinda al Samtskhé.
Narses va morir sense unió coneguda ni descendència i segons la « Crònica georgiana » la seva memòria es va apagar.